# Faidit
Un  faidit era el nombre con el que se conocía a  los caballeros y señores del Languedoc francés  que se encontraron desposeídos de sus feudos y tierras durante la cruzada albigense del siglo XIII. Tomaron parte activa en la resistencia occitana contra la ocupación y establecimiento de los cruzados venidos del norte de Francia e iban de castillo en castillo defendiendo a los nobles que todavía los conservaban.
Los señores languedocianos podían ser culpables de faidismo por diversas razones:
- Podían ser creyentes cátaros, y por tanto, culpables directos de herejía.
- Acusados de no prestar servicio a los dirigentes de la cruzada, se les acusaba de protectores de los herejes.

También, un señor o caballero reconocido culpable de faidismo veía como sus tierras podían ser confiscadas por los cruzados. Muchos faidits perseguidos tomaron una activa resistencia a la ocupación de los cruzados.
El destino de estos caballeros fue variado. El faidismo no era necesariamente de por vida. Muchos murieron defendiendo sus tierras, otros se exiliaron en el reino de Aragón, como es el caso de Geraud de Niort. Otros firmaron la paz con la Iglesia con tal de recobrar sus tierras y derechos, a cambio de combatir la herejía o de tomar parte en las cruzadas a Tierra Santa, como fue el caso de Olivier de Termes o Bernard-Oto de Niort, que fue hasta Roma para ser absuelto por el mismísimo Papa.
Entre los faidits más célebres se encuentra Ramón VI de Tolosa, su hijo Ramón VII, Raimon de Trencavel o Pierre-Roger de Mirepoix, defensor de Montsegur.

## Lista de caballeros y señores faidits conocidos
- Pedro-Ramon d'Argens
- Jasbert de Barberà
- Jordan de Cabaret
- Pedro Roger de Cabaret
- Berenguer de Cucunhan
- Pedro de Cucunhan
- Guiraud de Gordon
- Bernard-Jordan de l'Isle-Jourdain
- Guilhem Hunaud de Lanta
- Guiraud Hunaud de Lanta
- Jordan Hunaud de Lanta
- Ramon Hunaud de Lanta
- Raul de Laura
- Guilhem de Menerva
- Ponç de Mirabel
- Arnau-Roger de Mirapeis
- Pierre-Roger de Mirepoix
- Aimeric de Montlaur
- Ozil de Morlhon
- Geraud de Niort
- Bernard-Otó de Niort
- Guilhem de Niort
- Ramon de Roquefeuil (Niort)
- Guiraud de Pepieux
- Ramon de Perella
- Sicard de Puèglaurens
- Pelfort de Rabastens
- Raimon-Sanç de Rabat
- Augier de Rabat
- Aimeri de Roquefort
- Pedro-Geraud de Rotier
- Olivier de Termes
- Ramon VI de Tolosa
- Ramon VII de Tolosa
- Ramón Trencavel II
- Guiraud-Amiel de Villallier
- Arnau de Vilamur
- Pedro d'Arquer
- Ramon d'Arquer
- Eymerich d'Arquer